# Premier (česká značka vozidel)
Továrna jízdních kol a motocyklů Premier (německy Premier Fahrrad- & Maschinenbau AG) byla strojírenská firma v Chebu vyrábějící jízdní kola, motocykly a v menších sériích také automobily pod obchodními značkami Premier a Omega. Firma fungovala v letech 1892 až 1949, tedy v období pozdního Rakouska-Uherska a pozdějšího Československa.  

## Historie

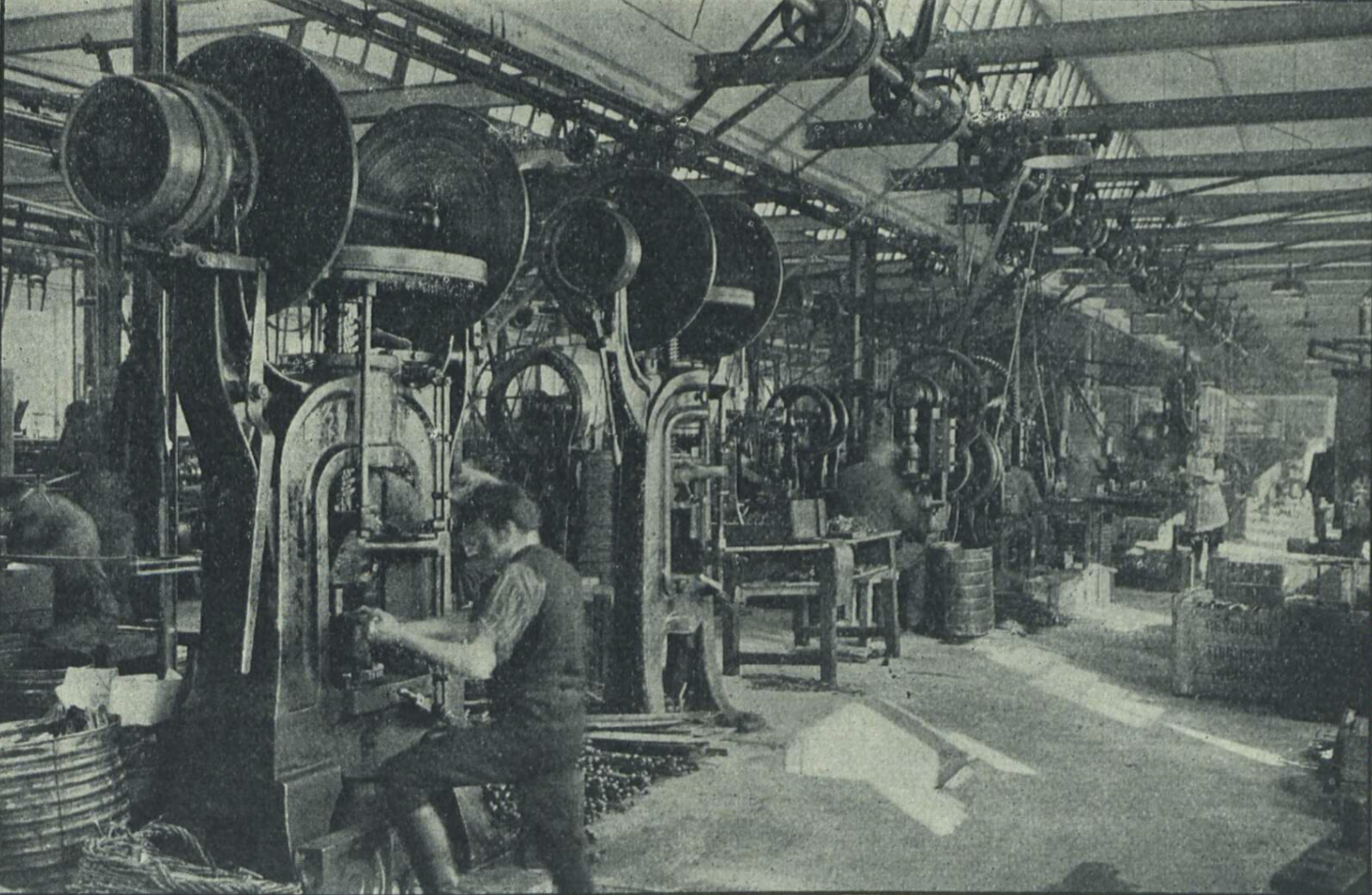
Tovární provoz v roce 1930

Závod na výrobu bicyklů vznikl v Chebu  v roce 1892 jakožto pobočná továrna firmy Hillman, Herbert & Cooper sídlící v Doosu u Norimberka. Roku 1896 se firma osamostatnila. V roce 1913  závod získala vídeňská firma Omega, v únoru 1915 byla továrna opět odkoupena firmou Továrny pro výrobu jízdních kol a strojů, akciová společnost (německy Fahrrad- und Maschinenfabriks-Aktiengesellschaft) se sídlem v Budapešti. Výroba pokračovala i po vzniku Československa roku 1918. 

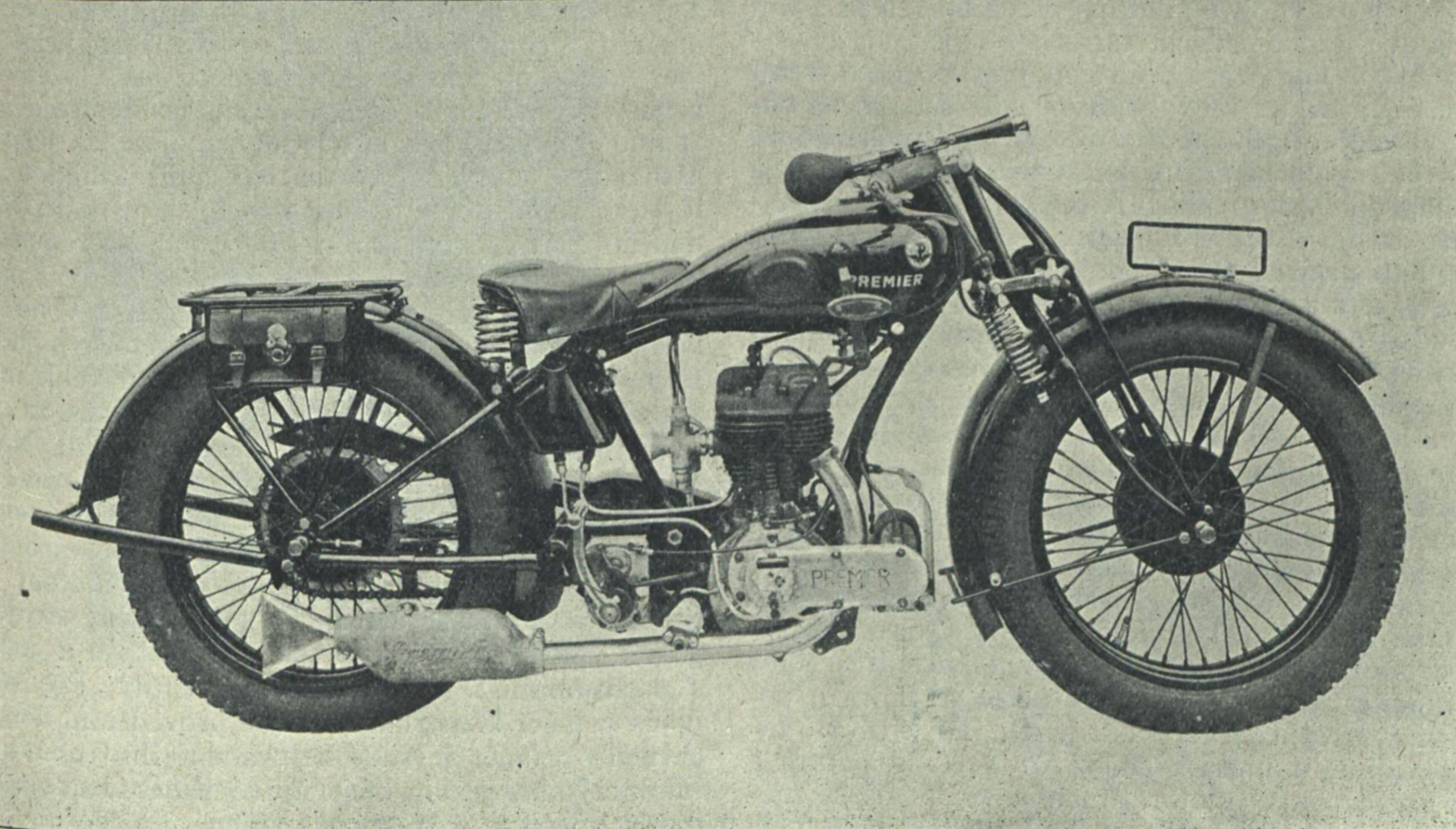
Premier 500 cm3 s postranními ventily (časopis Auto, 1930)

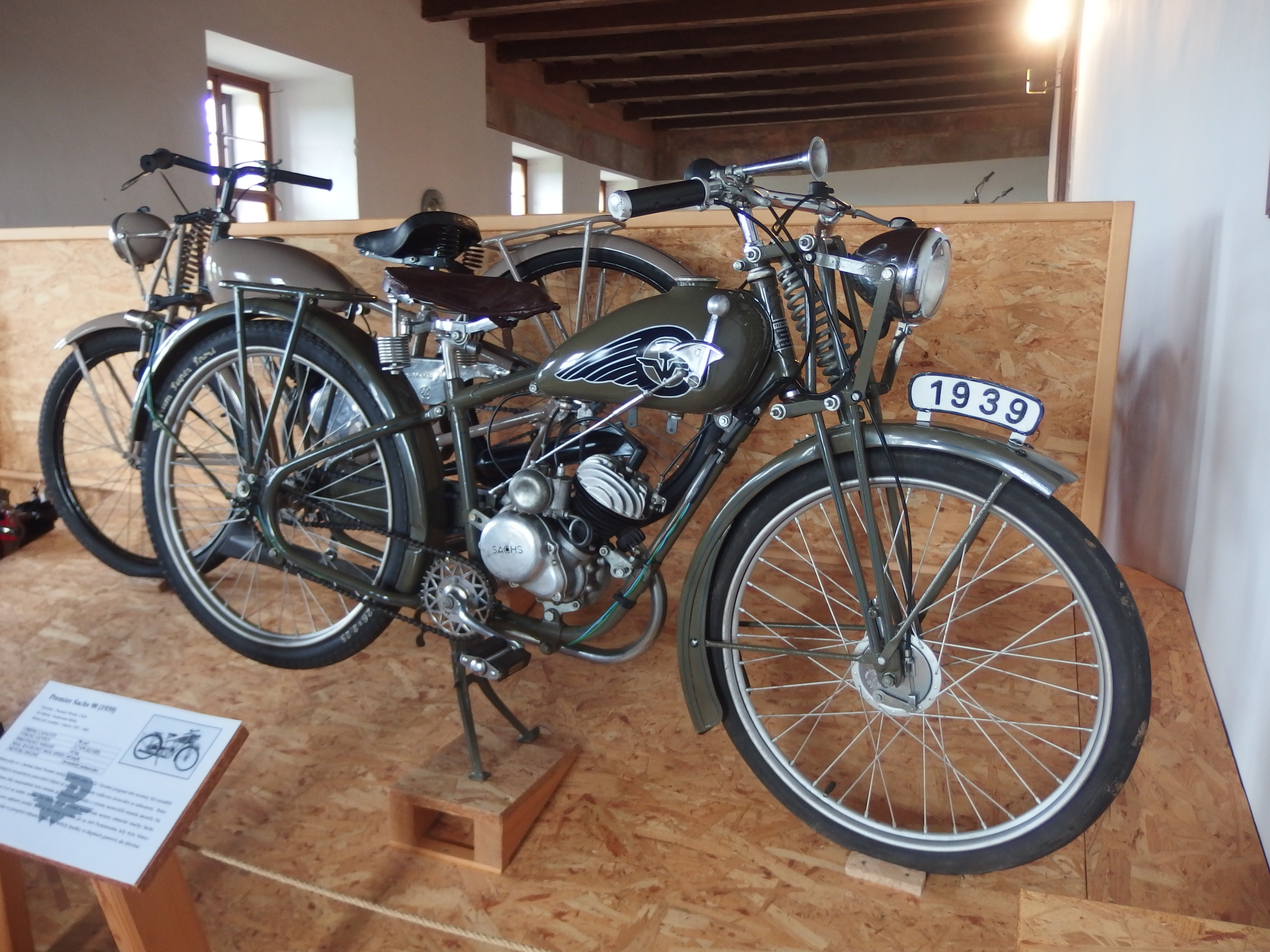
Motocykl Premier Sax 98 v Expozici jednostopých vozidel na hradě Kámen u Pelhřimova

V období První republiky začala firma roku 1923 také s výrobou motocyklů značky Premier. Ve 20. letech 20. století pracovalo v továrně okolo 550 zaměstnanců, po vypuknutí velké hospodářské krize se však jejich počet zmenšil přibližně na třetinu. Po událostech Mnichovské dohody a přičlenění poraničních oblastí, včetně Chebu, k Nacistickému Německu a následném začátku druhé světové války přešla továrna na válečnou výrobu ručních zbraní či strojních součástek. 
Roku 1945 byla firma dekretem prezidenta republiky znárodněna. Roku 1947 byl podnik přičleněn k České zbrojovce, roku 1949 byl potom sloučen s chebskou továrnou bicyklů Eska a oficiálně tak zanikl. 

### Automobily
V letech 1913 se společnost pokoušela také o produkci automobilů. Dva nabízené modely, 5/12 HP a 6/18 HP, rovněž pod značkami Premier a Omega konstrukčně odpovídaly předlohám z dílen britské továrny Premier Cycle Company. Vozidla měla čtyřválcový motor a třístupňovou převodovku. Těla nabízela prostor pro dvě osoby. Jiné zdroje uvádějí pouze výrobu jednoho modelu o výkonu 4/12 HP. Výroba vozů zde byla ukončena roku 1914.